# Saint-Denis-lès-Rebais
Saint-Denis-lès-Rebais è un comune francese di 966 abitanti situato nel dipartimento di Senna e Marna nella regione dell'Île-de-France.

## Società

### Evoluzione demografica
Abitanti censiti